# La variable
La variable, titulado The Variable en su versión original, es el decimocuarto episodio de la quinta temporada de Lost, y el episodio 100 en toda la serie. Se emitió originariamente en la American Broadcasting Company (ABC) de los Estados Unidos el día 29 de abril de 2009. El reparto y el equipo de la serie celebró en el lugar de rodaje, en Hawái, el logro de haber llegado a los cien episodios. En el episodio, Daniel Faraday (Jeremy Davies) vuelve a la isla con el propósito de avisar a sus habitantes de una catástrofe en una de las estaciones de la Iniciativa Dharma, el Cisne. Jack (Matthew Fox), Kate (Evangeline Lilly) y Daniel comienzan un tiroteo con los trabajadores de Dharma, llevándolos a ir tras Sawyer (Josh Holloway) y Juliet (Elizabeth Mitchell). En los flashbacks, se muestra la relación de Daniel con sus padres, Eloise Hawking (Fionnula Flanagan) y Charles Widmore (Alan Dale).
El episodio fue escrito por los productores ejecutivos Edward Kitsis y Adam Horowitz, y dirigido por Paul Edwards. Comparte un nexo con el episodio de la cuarta temporada «La Constante», otro episodio con un fuerte protagonismo del personaje de Daniel, y el segundo episodio de Lost en tratar directamente el concepto del viaje en el tiempo. «La variable» muestra además la muerte de Daniel, interpretado por el actor estadounidense Jeremy Davies que, de acuerdo con los guionistas Damon Lindelof y Carlton Cuse, se tomó bien la noticia de la muerte de su personaje. Desde su emisión, el episodio ha recibido críticas positivas generalizadas por parte de críticos de televisión, mayoritariamente felicitando la actuación de Davies.

## Argumento

### Flashback
A una corta edad, Eloise pregunta a Daniel si sabe lo que es el destino y luego le dice que tiene un don especial — su mente brillante — y que su destino depende de eso. Tras graduarse en la Universidad de Oxford, Eloise le regala un diario nuevo en blanco y de nuevo le recuerda su destino. Mientras tanto, Daniel recibió una enorme beca de investigación por parte de Charles, del que Daniel no sabe que se trata en realidad de su padre. Años más tarde, tras el accidente del vuelo 815, Daniel había sufrido graves efectos psicológicos como resultados de realizar sus experimentos sobre sí mismo; había perdido su agudeza mental, y ahora vivía con una persona que lo cuidaba. Mientras veía las noticias sobre el descubrimiento de los restos del vuelo 815 en la Fosa de Java, Daniel es visitado por Charles, quien le cuenta que él falsificó los restos encontrados y el avión auténtico en realidad se estrelló en una isla, la misma que según Charles curará sus problemas psicológicos. Eloise visita a Daniel más tarde y lo alienta para que vaya a la isla.

### 1977
Siguiendo los sucesos del episodio anterior, «Some Like It Hoth», Daniel ha vuelto a la isla, después de pasar tres años en Ann Arbor, Míchigan, dirigiendo las investigaciones para la Iniciativa Dharma. Ha vuelto porque Jack, Kate y Hurley (Jorge García) han logrado viajar en el tiempo y unirse a Dharma. Después de saber por Jack que fueron enviados a la isla por la madre de Daniel, Eloise (de joven interpretada por Alice Evans y de mayor por Fionnula Flanagan), Daniel visita al Dr. Pierre Chang (François Chau) en la estación la Orquídea y le advierte que una catástrofre ocurrirá en la estación el Cisne en seis horas. El Dr. Chang no le cree a Daniel cuando le dice que viene del futuro, y Miles (Ken Leung) no afirma la historia de Dan, incluso después de que Daniel informe al Dr. Chang de que Miles es su hijo.
En los barracones, Sawyer, Juliet, Jin (Daniel Dae Kim), Hurley y Miles deciden que huirán al campamento original de los supervivientes en la playa, abandonando Dharma. Pero Kate, Jack y Daniel deciden visitar a los habitantes nativos de la isla, «los Otros», y conseguir ayuda para evitar el inminente desastre. Despiertan las sospechas del jefe de investigacines de Dharma, Radzinsky (Eric Lange), mientras tratan de robar armas y se produce un tiroteo. Los supervivientes logran escapar; sin embargo, Radzinsky lleva a su equipo a la casa de Sawyer y Juliet, donde encuentran al miembro de Dharma Phil (Patrick Fischler) atado. Mientras tanto, Daniel explica a Jack y Kate que su intención es detonar una bomba de hidrógeno enterrada en la isla en 1954 para evitar la construcción del Cisne, lo que asegurará que el vuelo 815 de Oceanic nunca se estrelle en la isla. Daniel entra en el campamento de los Otros con su pistola en la mano y pide que Richard Alpert (Nestor Carbonell) le lleve a ver a Eloise; Eloise dispara a Daniel en la espalda como medida de seguridad hacia Richard. Antes de morir, Daniel le dice que es su hijo.

### 2007
Siguiendo con los acontecimientos de «Dead is Dead», Desmond (Henry Ian Cusick) es llevado al hospital después de ser disparado por Ben (Michael Emerson). Mientras espera, Eloise visita a su esposa Penny (Sonya Walger). La madre de Daniel se disculpa por haber involucrado a Desmond en todo lo que ha pasado. Penny visita más tarde a Desmond, de quien se prevé que tendrá una recuperación completa. Charles, que también es el padre de Penny, habla con Eloise fuera del hospital, pero no visita a su hija.

## Producción

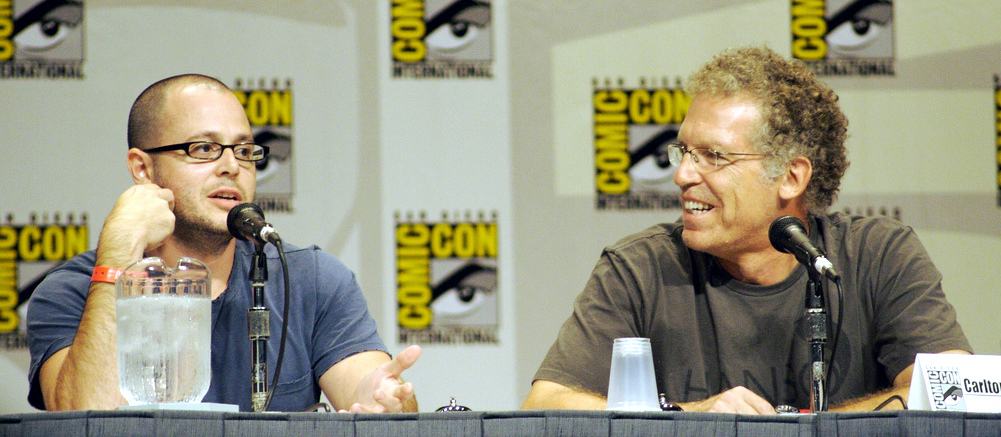
Damon Lindelof y Carlton Cuse, los show runners de Lost.

«La variable» fue escrito por Edward Kitsis y Adam Horowitz y dirigido por Paul Edwards. Como la mayor parte de los episodios de la quinta temporada, muestra elementos de los viajes en el tiempo. Comparte un nexo en el episodio de la cuarta temporada «The Constant», otro episodio con un fuerte protagonismo del personaje de Daniel, y el segundo episodio de Lost en tratar directamente el concepto de los viajes temporales tras «Flashes Before Your Eyes» de la tercera temporada. En «The Constant», Desmond y Sayid (Naveen Andrews) están saliendo de la isla cuando su helicóptero es sacudido por turbulencias, causando que la conciencia de Desmond viaje sin control entre 1996 y 2004. El show runner de Lost Damon Lindelof dijo que la quinta temporada de la serie «arroja a los personajes principales a través de décadas dejándoles - y al público - tratando fervorosamente de mantener en su cauce los acontecimientos y el final de la partida a la vista». En «La variable», los espectadores obtendrán algunas piezas más del puzle, dijo Lindelof, y añadió: «No estamos prometiendo ninguna gran explosión de destellos pirotécnicos, pero es la pieza compañera de otro memorable episodio, el de la última temporada The Constant, en el que Desmond soporta cruelmente los efectos colaterales causados por las turbulencias del viaje a través del tiempo». Lindelof también comentó que la quinta temporada trata sobre las reglas del viaje en el tiempo como explica Daniel, y dijo, «Nunca hemos hecho un flashback de la historia de Daniel, por lo que es muy misterioso. Algunos de estos misterios serán respondidos en este episodio». Desde que Lindelof y Carlton Cuse escribieron «The Constant», pensaron que el «episodio hermano» debía ser escrito por otras personas, lo que llevó a Kitsis y Horowitz a escribirlo. Los dos show runners se mostraron satisfechos con el resultado del episodio. Cuse pensó que era uno de los mejores episodios de la temporada.
El episodio muestra la muerte de Daniel Faraday, el personaje interpretado por Jeremy Davies. Daniel fue introducido en la cuarta temporada con la intención, en su origen, de que fuese solamente un personaje menor. Sin embargo, su conducta tranquila y su aparente buen corazón le hicieron ganarse el favor de los fanes, por lo que Lindelof y Cuse decidieron expandir el papel de Daniel, lo que ha llevado a que sea una pieza clave en la resolución final de Lost. En respuesta a la muerte de Daniel, Cuse dijo, «Fue algo increíblemente doloroso matar a este personaje tan querido, pero sentimos que es lo que había que hacer. Su muerte es una especie de evento culminante de toda la temporada. En realidad, termina un capítulo y comienza el principio del capítulo final de toda la serie». Una vez que los show runners se lo explicaron a Davies, este se entristeció porque su estatus en Lost a tiempo completo estaba llegando a su fin, pero puso la historia «por encima de la suya personal». Damon secundó las emociones de Carlton, añadiendo que Jeremy se tomó bien la noticia: «Cuando Carlton y yo llamamos a Jeremy para explicarle lo que iba a pasar con Daniel, nunca habíamos tenido una entrevista de despedida tan asombrosa con nadie en la serie. Para nosotros, Daniel fue realmente la piedra angular de la quinta temporada - él realmente brilló. No puedo imaginar qué quinta temporada hubiéramos visto sin Jeremy Davies. Cuando piensas sobre las locuras que tenían que salir de la boca de ese tipo, y que gracias a él fue tan interesante y emocional y poético como fue, es realmente extraordinario». El elenco de la serie dijo que echarían de menos a Davies, aunque pudiera ser que en Lost no hiciera falta — Carlton comentó que el estado de Jeremy «a tiempo completo» había terminado, pero se sabe que los personajes muertos han reaparecido en la serie. Michael Emerson, que interpreta a Ben, dijo que Davies fue «un tipo con una gran sensibilidad que se internó en su personaje, realmente lo vivió».
«La variable» fue el centésimo episodio de la serie en ser producido y emitido por televisión. Josh Holloway, quien interpreta el papel de Sawyer, dijo, «Sólo hablando estadísticamente, llegar a cien episodios no ocurre muy a menudo, especialmente en una serie donde todos decían «¿Perdidos en una isla? ¿Qué vais a hacer después de una temporada o dos?», así que el hecho de que hemos perdurado no sólo una temporada o dos sino que sigue adelante en este momento... es impactante... es asombroso para mí». En una entrevista con The News & Observer, Lindelof recordó una reunión con los ejecutivos de la ABC en 2004 para tratar la idea de un accidente aéreo y un grupo variado de supervivientes en una isla llena de misterio y peligro. Cuando los ejecutivos preguntaron a Lindelof dónde estaría la saga de Lost en el futuro, respondió, «Probablemente no pasemos de trece episodios. Vamos a ser honestos sobre esto desde el principio». Lindelof añadió que si hubiese «viajado hacia atrás en el tiempo para decirme a mí mismo después de la reunión que estábamos llegando a cien y todavía teníamos otra temporada por delante, me habría reído en mi cara». El episodio número cien fue celebrado por el reparto y el equipo en el lugar de rodaje en Oahu, Hawái. Duff Goldman y su equipo del show televisivo Ace of Cakes, del canal estadounidense Food Network, hicieron una tarta especial de Lost para la fiesta con la que conmemoraron el acontecimiento. En la tarta aparecían réplicas de botellas de cervezas Dharma, el ordenador de la estación el Cisne, un maletín y una miniatura del vuelo 815 de Oceanic. El episodio de Ace of Cakes que mostró la elaboración del pastel fue transmitido por la cadena de televisión Food Network el 9 de mayo de 2009.

## Recepción

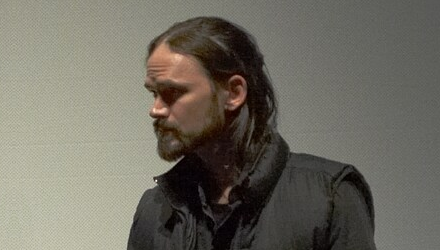
Jeremy Davies, quien interpreta a Daniel, fue elogiado por su actuación en este episodio.

8,8 millones de espectadores en los Estados Unidos vieron «La variable» en directo o lo grabaron y lo vieron en un plazo de cinco horas desde su emisión, logrando un 3.9/10 en los adultos desde dieciocho años a cuarenta y nueve en demográficos. Lost perdió el primer puesto de una serien con guion ese miércoles en los ya mencionados demográficos por su decimotercera transmisión consecutiva. Desde su emisión, el episodio ha recibido críticas en general positivas de los críticos de televisión, sobre todo felicitando la interpretación de Davies. Chris Carabott de IGN comentó que si ésta fuera la última aparición de Davies en Lost, de lo que «de alguna manera» dudaba, entonces, «me alegro de que haya tenido la oportunidad de salir en una nota tan fuerte . Él ofrece algunos momentos realmente grandes, emotivos, esta semana - sobre todo en las escenas en las que está afectado por el deterioro de la memoria. Me he convertido en un gran fan de Davies en el transcurso de los últimos dos años gracias a su actuación en esta serie». Rachel Dovey de Paste, dijo que el episodio revelaba un lado «completamente diferente» de Daniel: «Hemos oscilado antes acerca de la verdadera naturaleza del físico, si es bueno o malo [...] Hemos decidido que es sobre todo un tipo decente, salvo que todo ese experimento que hizo con su novia y la huida que emprendió cuando su cerebro se reblandeció. En el pasado, él sólo parecía perdido y confuso, y, desde que tiene esos ojos grandes, como un cachorrito, decidimos perdonarlo. Pero «La variable» nos mostró la dinámica en corazón de la vulnerabilidad tartamudeante de Daniel. Al igual que todos los superhéroes rotos y los seres freudianos, el hombre tiene problemas con su mamá. Esta semana buceamos dentro de la dinámica creciente entre Daniel y su madre».
Adam Sweeney del Film School Rejects se mostró positivo sobre el episodio, «Para cualquiera que se haya estado quejando de que Lost había ido demasiado lento últimamente, aquí tienes. Aquellos que vieron «La variable» vieron más acción que Wilt Chamberlain (jugador de baloncesto). Ellos, y por lo que nos referimos, también tuvieron una explicación clara de cómo los isleños se mueven en la isla. Querías respuestas, las tuviste». Sweeney también creía que la actuación de Davies fue el «punto culminante» del episodio. David Oliver de CHUD.com dio al episodio una calificación de 8,6 sobre 10, y comentó que era un «buen» episodio, a pesar de que estaba «cabreado» por ver a Daniel irse. Oliver también dijo que, si bien el episodio tuvo «muy poco» para avanzar de manera significativa la historia de la temporada, hubo «algunos» acontecimientos y revelaciones «importantes» en él. Stephen Lackey de TV Verdict dijo que el episodio fue a un «ritmo rápido» y ofreció «un giro emocionante tras otro».
El episodio también recibió algunas críticas. Dan Compora de Airlock Alpha dijo después de una serie de «varios» episodios «fuertes», Lost «se ha deslizado hacia la mediocridad. Aunque ninguno de los episodios recientes han sido malos, no han sido nada especiales. Para un episodio número cien, el promedio sencillamente no es demasiado bueno. Mientras que el disparo de Daniel al final fue impresionante, yo esperaba algo mucho más del resto del episodio que el conocimiento de la identidad de los padres de Daniel». Un crítico de TVoholic.com pensó que el episodio fue bueno, aunque no tan buena como «The Constant», y pensó que «llegó con una gran cantidad de respuestas y referencias a episodios anteriores de esta temporada y anteriores a ésta, lo que lo hace el más emocionante». Al crítico le hubiera gustado, sin embargo, «algún tipo de explicación de por qué [Daniel] cambió de idea acerca de cambiar el pasado o cómo pensó que podría funcionar. Debe haber algo que hizo que Daniel pensase que esto era posible, pero fue con tanta prisa que no se preocupó de explicar». Jon Lachonis de TVOvermind dijo que como una pieza interna del personaje, «La Variable» no era «un gran final para Daniel. Repasamos muchos eventos y personas importantes - Teresa, la "enfermera" de Daniel, y la conexión parental entre Widmore y Eloise, etc -, pero estas incursiones en eventos pasados del genio sirvieron más para conducir a Daniel a través de la trama que para establecer su conexión con quien era Daniel verdaderamente».
Su estreno en abierto en España, por la cadena de televisión Cuatro, fue seguido por 911 000 espectadores, alcanzando un 5,9% de cuota de pantalla.